# Миклош Салаји
Миклош Салаји (мађ. Szalay Miklós; Шалготарјан, 6. децембар 1946) бивши је мађарски фудбалер и репрезентативац, који је најдуже играо за Шалготарјан. Био је олимпијски шампион 1968. године.

## Каријера

### Клуб
Између 1964. и 1974. играо је у тиму Бањас из Шалготарјана. Одиграо је укупно 184 утакмице и постигао 29 голова. Највећи успех им је био пласман у финале мађарског купа у сезони 1967. године и друго место на финалној табели мађарске прве лиге у сезони 1971/72, чиме су постали најбољи тим у региону. Године 1974. морао је да прекине активан спорт због хроничног нефритиса.

### Репрезентација
Године 1972. једном се појавио у сениорској репрезентацији Мађарске ит на пријатељској утакмици против Шпаније где је Мађарска у гостима изгубила са 1 : 0. и био члан тима који је освојио златну медаљу на Олимпијским играма 1968. у Мексико Ситију, у којима је играо два пута.. У олимпијском тиму Мађарске се појавио једанпут у елиминационој фази турнира на утакмици против Гватемале где је Мађарска победила са 1 : 0.

### Тренер
Након пензионисања, био је тренер тима шест сезона до 1980. године, а затим је постао главни тренер у сезони 1980-1981. Између 1981. и 1990. радио је годину-две са тимовима ниже класе као што су ФК Сарваш, ФЈ Кинижи из Хатвана, ФК Церед, ФК Волан из Нограда и ФК Шикивегђар из Шалготарјана. У сезони 1992/93, поново је био главни тренер свог матичног клуба.

## Остварења
- Фудбал на Летњим олимпијским играма
  - златна медаља: 1968, Мексико Сити
- Прва лига Мађарске у фудбалу
  - трећи: 1971/72
- Куп Мађарске у фудбалу (MNK)
  - финале: 1967
- Витешки крст мађарског ордена за заслуге (2021)